# Карнаухова, Тамара Ивановна
Тамара Ивановна Карнаухова — рабочая–заточница иркутского Завода имени В.В. Куйбышева, ветеран труда.
Депутат Верховного Совета РСФСР 7-го и 8-го созывов.

## Биография
Родилась в 1924 году в Иркутске в семье рабочего.
В 1942 году, в годы Великой Отечественной войны, когда ей было 17 лет, по набору комсомола пришла работать на Иркутский завод тяжёлого машиностроения им. В.В.Куйбышева, где в инструментальном цеху № 12 прошла путь от ученицы до передовой работницы, овладев профессиеями шлифовальщицы и заточницы. Ей одной из первых на заводе было присвоено звание «Ударник коммунистического труда».
Член КПСС. Вела широкую общественную работу.
В 1963 году была избрана депутатом районного Совета Октябрьского района города Иркутска, в 1965 году — депутатом Совета Иркутской области.
В 1967 и 1970 годах — депутат Верховного Совета РСФСР 7-го и 8-го созывов
Умерла в Иркутске в 1999 году.

## Награды и признание
Почётный гражданин Иркутска (1986).
Награждена медалями «За доблестный труд в Великой Отечественной войне», «За трудовую доблесть», «Ветеран труда».
Юбилейные медали «За доблестный труд. В ознаменование 100-летия со дня рождения Владимира Ильича Ленина» и «Тридцать лет Победы в Великой Отечественной войне 1941—1945 гг.»